# Braxengräs
Braxengräs (Isoetes, ibland skrivet Isoëtes) ett släkte i familjen braxengräsväxter, Isoetaceae, och omfattar ett halvt hundratal arter, av vilka två finns i Norden. Dessa är små, enkelt formade växter, som lever submersa på bottnen av sjöar och floder; hela plantan består av en liten rosett sylformiga blad på en kort och tjock knölstam, och med en knippa starka trådrötter är den fästad i bottnen. Bladen är emellertid av ganska säregen byggnad: skivan är 4-pipig; slidan är tjockare än skivan och innesluter ett hålrum, som öppnar sig med ett ovalt hål på bladets översida, ovanför denna öppning sitter en kort tunga, och något högre upp ett litet ur en grop utskjutande fjäll, som fått namnet snärp. Hos styvt braxengräs, I. lacustris, är bladen styva, mörkgröna och trubbigt 4-kantiga; hos vekt braxengräs, I. echinospora, är de mjuka, ljus- eller gulgröna och i det närmaste trinda.
Isoëtes har två slags sporer. Sporgömmenas plats är inne i bladslidans nyss omtalade hålighet, som är avdelad i flera fack. De yttre eller äldre bladen i rosetten alstrar makrosporer (storsporer), de yngre bladen mikrosporer (småsporer); mellan två på varandra följande årgångar sporalstrande blad finnas dessutom några blad, som är sterila. Våra två arter skiljs säkrast genom makrosporerna, som hos lacustris (tidigare namn "vårtsporigt braxengräs") är nästan släta men hos echinospora (tidigare namn "taggsporigt braxengräs") fintaggiga.